# Amerila myrrha
Amerila myrrha är en fjärilsart som beskrevs av Müller 1982. Amerila myrrha ingår i släktet Amerila och familjen björnspinnare. Inga underarter finns listade i Catalogue of Life.